# Salzkohle

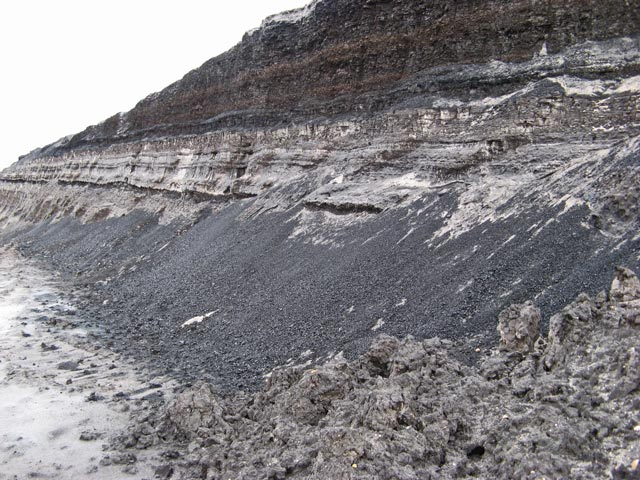
Salzkohleflöz im Tagebau Schöningen im Helmstedter Braunkohlerevier

Als Salzkohle wird Kohle, meist Braunkohle, bezeichnet, die einen erhöhten Gehalt von über 4 % an Alkalisalzen, insbesondere Natriumchlorid und Natriumsulfat, aufweist.

## Entstehung und Vorkommen
Braunkohle findet sich häufig in räumlicher Nähe zu Steinsalzvorkommen. Dies ergibt sich aus der Art der Bildung der beiden Sedimente. Die Kohle entstand aus absterbender Biomasse infolge einer Überflutung von Wäldern und Mooren. Handelt es sich bei dem Wasser um salzhaltiges Meer- oder Brackwasser oder stark mineralisches Wasser aus Salinargestein und verdunstet dieses Wasser zeitnah zur Überflutung wieder, so werden die im Wasser enthaltenen Salze aufkonzentriert und lagern sich teilweise zwischen oder in den Biomasse-Schichten ab, aus denen sich später durch Inkohlung die Kohleflöze bildeten.
Die bekanntesten Salzkohlevorkommen im deutschsprachigen Raum liegen im Helmstedter und Mitteldeutschen Braunkohlerevier bei Helmstedt, Halle/Merseburg, hier insbesondere im Ammendorfer Revier, und Egeln. Bedeutende Salzkohlevorkommen außerhalb Deutschlands liegen in Australien und im Donezbecken.

## Verbrennungsverhalten
Bei der Verbrennung erweist sich Salzkohle als problematisch. Dies ergibt sich aus zwei Wirkungen der in den Salzen enthaltenen chemischen Elemente:
- Die enthaltenen Alkalimetalle wie Natrium und Kalium setzen als Flussmittel den Erweichungspunkt der Kohlenasche stark herab, so dass die Feuerung und der zumeist nachgeschaltete Dampfkessel zur Verschlackung neigen. Für die Verbrennung sind deshalb nur spezielle Feuerräume wie Wirbelschichtfeuerungen oder Schmelzkammerfeuerungen geeignet.[6]
- Die enthaltenen Nichtmetalle Schwefel und Chlor werden bei der Verbrennung in Schwefeldioxid und Chlorwasserstoff umgewandelt. Diese sind in Kombination mit Wasser als Schweflige- und Salzsäure einerseits korrosiv und greifen die Werkstoffe der Feuerungsanlage an, andererseits handelt es sich um Luftschadstoffe, die zur Einhaltung der Emissionsgrenzwerte und zur Vermeidung saurer Niederschläge durch eine aufwändige Reinigung wieder aus dem Rauchgas entfernt werden müssen.[6]

Das größte mit Salzkohle befeuerte deutsche Kohlekraftwerk war das 2020 endgültig stillgelegte Kraftwerk Buschhaus im Helmstedter Revier.